# ウィンターガタン
ウィンターガタン（Wintergatan、スウェーデン語発音は[ˈvɪ̂nːtɛrˌɡɑːtan]、意味は「天の川」または「冬の道」）は、ヨーテボリ出身のスウェーデンのフォークトロニカ・バンド。
型破りな楽器を多用する。たとえばフィンガーボード制御型シンセサイザー「Modulin」、デジタル・テルミン、エレクトリック・オートハープ、ハンマー・ダルシマー、自作のパンチカード・オルゴール、スライド・プロジェクター、ミュージカル・ソー、パーカッションとして使用するタイプライターなどを用いている。
ディテクティヴビィロンに所属していたメンバーであるマーティン・モリン（Martin Molin）とマーカス・シェーベルイ（Marcus Sjöberg）を中心に結成。マルチ奏者のマーティン・モリンはヴィブラフォンや電子楽器、そしてウィンターガタンの特徴ともいえる風変わりな電子楽器などを担当する。エヴェリーナ・ヘグルンド（Evelina Hägglund）は鍵盤楽器を、デヴィッド・ザンデン（David Zandén）はベースを、マーカス・シェーベルイはドラムを主に担当している。
2013年初頭にデビュー・シングル「Sommarfågel」を、同年にデビュー・アルバム『ウィンターガタン』をリリースした。

## マーブル・マシン
2014年12月から2016年3月にかけて、マーティン・モリンが中心となり、鋼鉄の玉（マーブル）を使って楽器演奏するオルゴール「マーブル・マシン（Marble Machine）」の構想・制作過程を記したYouTubeビデオをアップロードした。
マーブル・マシンは手動で動く、鋼鉄の玉を使った機械楽器である。フィーダーを用いてオルゴール上部へと玉を持ち上げる。玉は、プログラムをもとに開閉するゲートを通って機械内部を落下し、機械下部に設置された楽器を叩き、音を奏でる。玉を使って、ヴィブラフォン、ベース、シンバル、およびエミュレートされたドラムの音を奏でることができる。
マーブル・マシンの完成ビデオは2016年に発表され、1億4300万回以上再生された 。
2016年に完成したオリジナル・マーブル・マシンの完成から10か月後に、マーティンはオリジナルの機械を分解し、ツアー用の新しいマーブル・マシンを作る計画を発表。マーブル・マシンは、マーティン、設計・製作を手掛けるエンジニア・デザイナーチーム、そしてファンからのサポートによる作成されている。
オリジナル・マーブル・マシンは、オランダのユトレヒトにある博物館スピールクロクに展示されたことがある。

## ディスコグラフィ

### スタジオ・アルバム
- 『ウィンターガタン』 - Wintergatan (2013年)

### ライブ・アルバム
- Live At Victoriateatern (2017年)

### シングル
- "Sommarfågel" (2013年)
- "Starmachine2000" (2013年)
- "Tornado" (2013年)
- "Biking Is Better" (2013年)
- "All Was Well" (2013年)
- "Visa från Utanmyra" (2014年)
- "Marble Machine" (2016年)
- "Music Machine Mondays Theme Song" (2017年)
- "Emerson" (2017年)
- "Music Box, Harp & Hammered Dulcimer" (2018年)
- "Moon and Star" (2018年)
- "Sandviken Stradivarius" (2018年)
- "Local Cluster" (2018年)
- "Olivier" (2018年)
- "Proof of Concept" (2019年)